# Veronika Schmidt

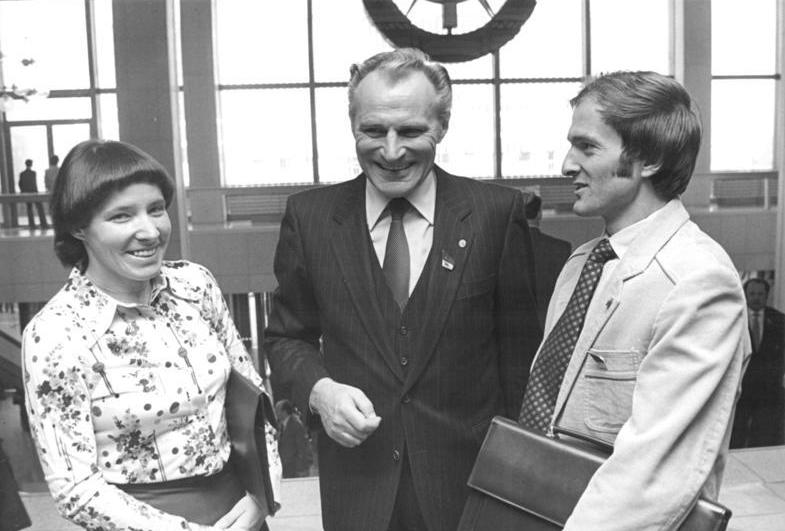
Veronika Hesse, Rudi Hellmann (SED) und Waldemar Cierpinski (re.) auf dem X. SED-Parteitag im Jahr 1981. Foto: Wolfgang Thieme

Veronika Hesse, geb. Schmidt, (* 24. August 1952 in Harzgerode) ist eine ehemalige deutsche Skilangläuferin, die in den 1970er und frühen 1980er Jahren für die DDR startete.

## Werdegang
Hesse, die für den SC Motor Zella-Mehlis startete, hatte ihren ersten internationalen Erfolg bei den Weltmeisterschaften 1974 in Falun. Dort holte sie die Silbermedaille mit der Staffel. Im Lauf über 10 km errang sie den fünften Platz. Im folgenden Jahr belegte sie bei den Svenska Skidspelen und bei den Lahti Ski Games jeweils den dritten Platz mit der Staffel. Bei den Olympischen Winterspielen 1976 in Innsbruck gewann sie mit der Staffel die Bronzemedaille. In den Einzelrennen dort kam sie auf den 12. Platz über 5 km und auf den achten Rang über 10 km. Im März 1976 siegte sie bei den Svenska Skidspelen mit der Staffel und errang hinter Barbara Petzold den zweiten Platz über 10 km. Mit der Staffel kam sie in Lahti auf den zweiten Platz. Im folgenden Jahr belegte sie bei den Svenska Skidspelen den zweiten Platz mit der Staffel und bei den Lahti Ski Games jeweils den dritten Platz über 5 km, 20 km und mit der Staffel. Bei den Weltmeisterschaften 1978 in Lahti lief sie auf den 20. Platz über 10 km und auf den achten Rang über 20 km. In der Saison 1978/79 siegte sie beim Weltcup in Štrbské Pleso über 20 km und errang in Falun den dritten Platz mit der Staffel. Bei den Olympischen Winterspielen 1980 in Lake Placid wurde sie zusammen mit Carola Anding, Marlies Rostock und Barbara Petzold Staffel-Olympiasiegerin. Zudem wurde sie dort Achte über 10 km und Siebte über 5 km. Im März 1980 wurde sie bei den Nordischen Skiweltmeisterschaften in Falun Weltmeisterin über 20 km. Ihre letzten internationalen Rennen absolvierte sie bei den Weltmeisterschaften 1982 in Oslo. Dort holte sie die Silbermedaille mit der Staffel und belegte den 20. Platz über 10 km, den 14. Rang über 5 km und den neunten Platz über 20 km. Bei DDR-Skimeisterschaften gewann sie 27 Medaillen. Viermal wurde sie Meisterin über 5 km (1976, 1977, 1979, 1980) und jeweils dreimal mit der Staffel von SC Motor Zella-Mehlis (1974, 1976, 1979) und über 10 km (1976, 1979, 1980).
1980 wurde sie mit dem Vaterländischen Verdienstorden in Silber ausgezeichnet.

## Erfolge

### Olympische Winterspiele
- 1976 in Innsbruck: Bronze mit der Staffel
- 1980 in Lake Placid: Gold mit der Staffel

### Weltmeisterschaften
- 1974 in Falun: Silber mit der Staffel
- 1980 in Falun: Gold über 20 km
- 1982 in Oslo: Bronze mit der Staffel